# Maybrit Illner
Maybrit Illner (Berlín Est, 12 de gener de 1965 com a Maybrit Klose) és una periodista i presentadora de televisió alemanya.

## Biografia
Illner va estudiar a l'àrea Friedrichshain de Berlín i periodisme a la Universitat de Leipzig de 1984 a 1988. Va formar part del SED el 1986 i el va deixar el 1991.
Després de la universitat, Illner va treballar com a periodista a la Deutscher Fernsehfunk, televisió estatal de la República Democràtica Alemanya, fins que va ser dissolta el 1991. Va entrar al ZDF i va copresentar Morgenmagazin, un espectacle matinal diari des de 1992. Es va convertir en la cap del Morgenmagazin el 1998.
Des de l'octubre de 1999 Illner va presentar un programa d'entrevistes de tarda titulat originalment Berlin Mitte, però va canviat el nom el març de 2007 a Maybrit Illner. A més a més, va moderar els debats televisius entre el canceller Gerhard Schröder i Edmund Stoiber i Angela Merkel (Eleccions federals alemanyes de 2002). El 2006, va entrevistar el President de Rússia Vladímir Putin. També va entrevistar Merkel poc abans de les Eleccions federals alemanyes de 2009.
Com a successora d'Steffen Seibert, Illner es va centrar en el show de notícies de la ZDF heute-journal de setembre de 2010 a desembre de 2012, en rotació amb Claus Kleber i Marietta Slomka.
Des del 2013, Illner s'ha centrat en el seu propi programa d'entrevistes polític Maybrit Illner. Al costat d'Anne Will, Peter Kloeppel i Stefan Raab, també va moderar l'únic debat sobre les eleccions a la televisió entre Merkel i el seu competidor Peer Steinbrück abans de les eleccions de 2013, que es va emetre en directe a quatre dels canals de televisió més vistos d'Alemanya durant l'horari de màxima audiència. Abans de les eleccions de 2017, va moderar el debat entre Merkel i Martin Schulz, aquesta vegada amb Kloeppel, Sandra Maischberger i Claus Strunz.

## Vida personal

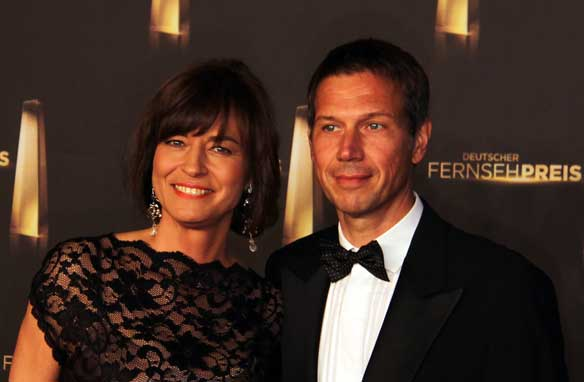
Maybrit Illner i René Obermann a Deutscher Fernsehpreis el 2012

Es va casar amb el periodista de televisió Michael Illner (1962) del 1988 al 2007. Després es va casar amb René Obermann, aleshores conseller delegat de Deutsche Telekom, el 14 d'agost de 2010 a Schloss Ulrichshusen. Viuen a Berlín i Bonn.
Per a la Creu Roja Alemanya (DRK), Illner va viatjar a l'Iraq el 2003 i al Pakistan el 2004. El 2018, va presidir el jurat per al Ludwig-Börne-Preis anual, que va atorgar el premi a la periodista Souad Mekhennet.

## Premis
- 2000: Premi Hanns-Joachim-Friedrichs per a periodisme de televisió crític i independent
- 2001: Premi Hans-Klein-Media per la seva moderació del programa de conferències ZDF Berlin Mitte
- 2002 i 2007: Bambi
- 2003: Bayerischer Fernsehpreis
- 2004: Premi de la televisió alemanya al millor programa d'informació
- 2006: Premi Hildegard von Bingen (segons el jurat del premi, Illner va transformar "la forma anglosaxona d'informació, 'Talk' en un esdeveniment mediàtic separat i únic")
- 2009: Goldene Kamera a la categoria Millor informació

## Publicacions
- Frauen an der Macht. 21 einflussreiche Frauen berichten aus der Wirklichkeit . Hugendubel, Kreuzlingen, München 2005, ISBN 3-7205-2649-6 .
- Politiker-Deutsch / Deutsch-Politiker. Langenscheidt, München, Berlín 2007, ISBN 978-3-468-73190-7 .
- (amb Ingke Brodersen) Ente auf Sendung. Von Medien und iren Machern. Deutsche Verlags Anstalt, München 2003, ISBN 3-421-05751-6 .